# Borrell van Osona

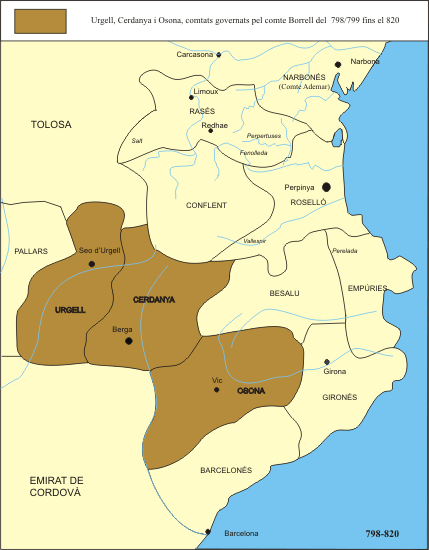
Domeinen van de graaf van Borrell

Borrell van Osona (ca. 770-820) was  graaf van Osona van ca. 797 tot aan zijn dood.
Borrell was tevens graaf van Urgell en van Cerdanya. Hij was een edelman van Visigotische afkomst en streed aan de zijde van de Franken tegen Al-Ándalus. 
Aan het eind van de 8e eeuw streden de Franken onder Karel de Grote en later onder diens zoon Lodewijk de Vrome tegen de Moren.
Rond 797 veroverde Borrell de stad Vic en de regio eromheen. Waarschijnlijk als beloning voor zijn diensten ontving hij van de Franken daarvoor het nieuwe graafschap Osona, in het Latijn Áusona. Vic werd de hoofdstad van dit graafschap.
In 801 deed Borrell mee aan de succesvolle belegering van Barcelona. Hij nam in 804 en 805 ook deel aan de militaire expeditie tegen Tortosa, dat in 714 door de Moren was bezet. Hij wordt echter niet meer genoemd in de bronnen die te maken hebben met de veldtochten van 807, 808 en 809. 
Het graafschap Osona viel na zijn dood toe aan Rampón, graaf van Barcelona. Urgell en Cerdanya vielen toe aan Aznar I Galíndez, die kort daarvoor uit Aragón was verbannen door een anti-Frankisch verbond waar ook de Vasconen aan deelnamen.
Hij was vermoedelijk de vader van Sunifried van Barcelona.